# Anuntxi Arana
Anuntxi Arana Murillo (Luyando, Ayala, Álava, 23 de mayo de 1947) es una antropóloga y docente alavesa, arraigada en Angelu, Lapurdi, tras pasar varios años en Bélgica. Licenciada en filología francesa, ha sido profesora en el AEK de Bayona, miembro de la EHE y miembro del colectivo feminista contra la violencia machista .

## Antropóloga
Centrado en la mitología vasca, ha trabajado en antropología durante muchos años. Hizo su primer acercamiento en Bayona en el marco de su Diplôme universitaire de Basque Studies con la obra titulada La santa arpe de Bidarrai: antiguos rituales y creencias .  
Jean-François Cerquand (1815-1888) fue el primero en analizar la mitología del País Vasco Norte. XIX En 1986, Anuntxi Arana reescribió la obra de Cerquand sobre la caligrafía del siglo XIX y la adaptó a los tiempos y la publicó en dos libros: la colección Jean François Cerquand - Legenda e Historias del País Vasco Norte.  
En 2017 preparó una nueva publicación después de que se agotaran los ejemplares de ese libro anterior.
En 2019 ha estado preparando un nuevo libro con una obra que conecta los muertos, las almas enterradas y la mitología.  

## Leyendas y Cuentos del País Vasco Norte[5]
XIX Jean Francois Cerquand (1815-1888) recogió las historias que se contaban en la Baja Navarra, Zubero y un poco en Lapurdin en el siglo XIX. Cerquand clasificó los componentes del libro según el tipo de texto: fábulas y cuentos (San Pedro, Jondoni Petri y Jesu kristo), los llamados relatos milagrosos ( La Cenicienta y otros, que se sitúan en algún lugar del mundo), y leyendas ambientadas en el País Vasco protagonizada por criaturas míticas. También hay algunas historias divertidas para hacerte reír o burlarte.  
Anuntxi Arana organiza los relatos publicados por Cerquand de forma diferente en sus versiones, empezando por las fábulas; luego cuentos milagrosos o ridículos; y al final las leyendas legendarias con personajes del País Vasco, ya sean láminas, señores salvajes, dragones, moscas obreras (pantalones). . .  
Cerquand dio prioridad al francés en su obra, posteriormente publicó los originales en euskera, a veces algunos cuentos que estaban en francés no estaban en euskera, pero no sucedía lo contrario. En la primera edición de Anuntxi Arana las dejó al final, pero en la publicación de 2017 las incluyó entre los otros cuentos, señalando que era su traducción.  
El tratamiento de los dialectos fue único en el libro original. Cerquand, siendo inspector de la Academia Nacional de Francia, pidió a los padres (no hay esposas entre los transcriptores) que fueran a las casas de sus alumnos, y que contaran esas historias a quienes supieran preguntar. Cada maestro los transcribió a su manera y de uno a otro, aunque sea el mismo dialecto, hay una gran diferencia. Y a veces, incluso en una sola historia, aparecen dos grafías o dos formas verbales, por ejemplo: "zion" y "zakon". Arana respetó eso, no cambió los verbos para nada, y regularizó las declinaciones, y siempre añadía el diccionario debajo, para que la gente pudiera ver cuál era el significado.  
La lectura no es apta para niños, hay que leerlas despacio, quizás hasta dos veces, para que entiendan bien el vocabulario, pero luego son muy útiles.

## Primera tesis del norte del País Vasco en Vasco
El principal trabajo de Arana lo realizó en 1996 : una tesis doctoral dirigida conjuntamente por la Universidad de Bordele-Montaigne y la Universidad del País Vasco, titulada Leyendas míticas del Orozko Haran, colección y estudio . Fue publicado por la Universidad del País Vasco en 1998 en forma de libro. Las primeras tesis presentadas en euskera en el Norte fueron las de Anuntxi Arana y Jasone Salaberria ; juntas tuvieron que superar muchas dificultades pero al final lo lograron. La Feria de Durango los reconoció por eso.

## Ensayos
Las obras más importantes que ha publicado:  
- Harpeko Santo de Bidarrai: antiguos rituales y creencias - Haranburu Altuna, ( 1985 )
- Jean-François Cerquand, leyendas e historias del País Vasco Norte - Txertoa, 1985 y 1986
- Artículo "Mari, moros y otros" ( Bulletin du Musée Basque, 1996 ).
- Leyendas míticas de Orozko Haran - EHU 1998 (tesis doctoral )
- Cerca de los mitos: la mitología vasca en la vida de las personas - Gatuzain 2000 y 2018[11]
- Evolución de los Mitos, Finales y Persistencia. – Gatuzain 2004 y 2020[12]
- Sobre la mitología vasca: gentiles y cristianos - Elkar 2008
- Meses entre nosotros: apariciones y peticiones festivas - Elkar 2015

## Premios y reconocimientos
En 2014 recibió el premio Argizaiola en el salón San Agustín de Durango.